# 吉原駅
吉原駅（よしわらえき）は、静岡県富士市鈴川本町にある、東海旅客鉄道（JR東海）・日本貨物鉄道（JR貨物）・岳南電車の駅である。JR東海道本線と岳南電車岳南鉄道線の2路線が乗り入れている。
東海道本線の運行形態の詳細は「東海道線 (静岡地区)」を参照。

## 概要
1966年（昭和41年）に富士市に合併して消滅した旧・吉原市の代表駅である。駅の開業は1889年（明治22年）2月で、開業時から1956年（昭和31年）4月に吉原駅に改称されるまで当駅は「鈴川駅」を名乗り、「吉原駅」という名称は岳南鉄道の本吉原駅が使用していた。
開業当初は官設鉄道（後の日本国有鉄道）のみの単独使用駅で、1949年（昭和24年）11月から岳南鉄道（現・岳南電車）が乗り入れている。JRと岳南電車の駅舎は分離されているが、線路は繋がっている。
沿線には製紙工場があり、当駅は紙製品を鉄道輸送する拠点の一つだったが、2012年（平成24年）3月17日のダイヤ改正をもって貨物列車発着の設定が消滅した。

## 歴史
現在の東海道本線にあたる官設鉄道の国府津 - 静岡間の開通と同時に開業した、静岡県東部で最も古い駅の一つである。吉原宿として栄えた市街地から離れた富士郡鈴川村に設置され、当初は鈴川駅（すずかわえき）と称していた。井上靖の作品「しろばんば」にもスズカワとして登場する。
開業の翌年には駅と大宮町（現・富士宮市）を吉原町の市街地経由で結ぶ富士馬車鉄道が開業した。この馬車鉄道は根方軌道となった後、1924年（大正13年）に廃止されている。1949年（昭和24年）になって、市街地へ向かう新たな鉄道路線として岳南鉄道（現・岳南電車）が開業した。

### 年表
- 1889年（明治22年）2月1日：官設鉄道の鈴川駅として開業[1]。旅客・貨物営業を開始[1]。
- 1890年（明治23年）6月26日：駅前に富士馬車鉄道（馬車鉄道、後に根方軌道に譲渡）が乗り入れ。
- 1895年（明治28年）4月1日：官設鉄道の線路名称制定。東海道線の所属となる。
- 1899年（明治32年）2月24日：沼津 - 鈴川間複線化。単線・複線の切換地点に。
- 1900年（明治33年）11月5日：鈴川 - 富士川合図所（後の富士信号所、現在の富士 - 富士川間に所在）間複線化。
- 1909年（明治42年）10月12日：線路名称改定。当駅を通る東海道線の本線筋を東海道本線と命名[2]。
- 1924年（大正13年）7月6日：根方軌道線廃止。
- 1939年（昭和14年）6月：大昭和製紙鈴川工場（現・日本製紙富士工場）専用線が運行開始。
- 1949年（昭和24年）
  - 2月1日：沼津 - 静岡間電化に伴い、駅構内を電化。
  - 11月18日：岳南鉄道（現・岳南電車）が吉原本町駅まで開業し当駅に乗り入れ。
- 1956年（昭和31年）4月10日：吉原駅に改称[1]。
- 1970年（昭和45年）10月20日[3]：2代目の駅舎に改築。
- 1985年（昭和60年）3月14日：荷物の取扱を廃止[1]。
- 1987年（昭和62年）
  - 1月27日：みどりの窓口開設[4]。
  - 4月1日：国鉄分割民営化に伴い、国鉄の駅はJR東海とJR貨物の駅となる[1]。
- 1994年（平成6年）4月1日：コンテナ貨物の取扱を開始[1]。
- 2008年（平成20年）3月1日：ICカード「TOICA」の利用が可能となる。
- 2009年（平成21年）3月：バリアフリーに対応した多機能トイレと、南口のエレベーターを新設[5]。
- 2010年（平成22年）2月26日：北口とホームにエレベーターを新設[5]。
- 2012年（平成24年）3月17日：貨物列車発着の設定が終了。
- 2025年（令和7年）6月1日：JR東海の駅にお客様サポートサービスおよびサポートつき指定席券売機を導入し、無人化[6][7]。

## 駅構造

### JR東海

#### ホーム・駅構内
島式ホーム1面2線を有する地上駅。ホームの北側は上り列車が使用する1番線、ホームの南側は下り列車が使用する2番線である。駅番号はCA07。
ホームがある本線の他、その外側に上下1本ずつホームのない待避線（副本線）がある。またホームの南北には複数の側線があり、南側には保線基地もある。側線の一部は、岳南鉄道（現・岳南電車）が2012年3月まで使用していた貨物列車着発線に繋がっている。
| 番線 | 路線          | 方向 | 行先           |
| ---- | ------------- | ---- | -------------- |
| 1    | CA 東海道本線 | 上り | 沼津・熱海方面 |
| 2    | CA 東海道本線 | 下り | 静岡・浜松方面 |

（出典：JR東海:駅構内図）

#### 駅舎・設備
駅舎は、ホーム上空に設置された橋上駅舎である。南北2つの出入口があり、駅の改札口は2つの出入口を結ぶ通路に面している。北口には3階建てでJR貨物が使用する事務所が併設されている（現在不使用）。
駅舎内部には自動券売機とサポートつき指定席券売機が設置され、改札口には自動改札機が導入されている。お客様サポートサービスを導入している無人駅である。無人化される前は、JR東海の駅員配置駅（直営駅）であり、窓口業務はJR東海の社員が担当していた。なお、駅長は配置されておらず、管理駅である富士駅が当駅を管理していた。
橋上駅舎から北西に離れた階段を上がり、跨線橋を通って先の階段を降りると岳南電車の駅舎内へ行ける。ここには連絡改札口があり、TOICA対応の自動改札機が設置されている。改札内へ直接つながっているわけではなく、岳南電車への乗車には改めて乗車券の購入が必要である（連絡乗車券を利用している場合を除く）。連絡改札口への通路にエレベーターはない。

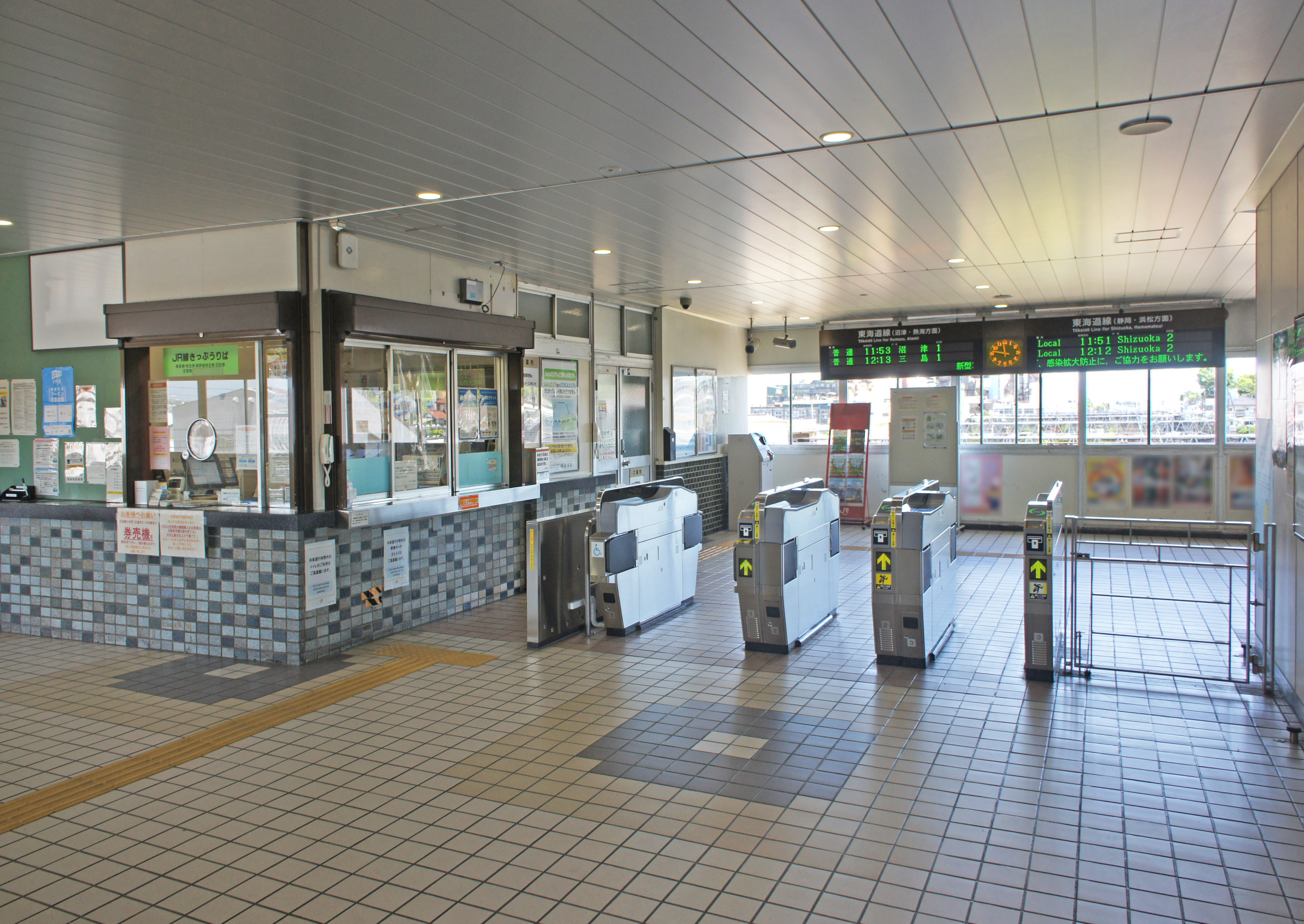
改札口（2022年7月）
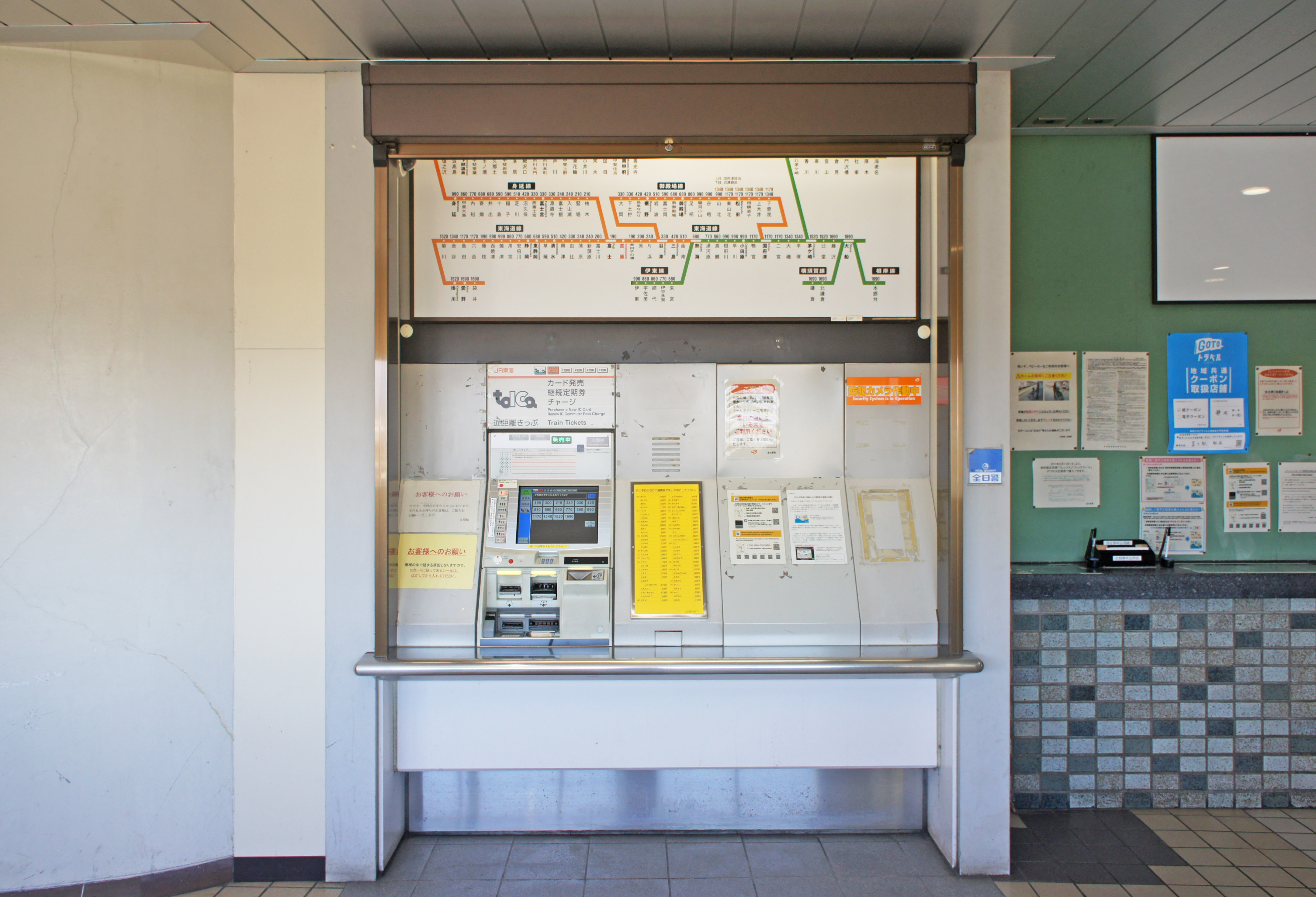
自動券売機（2022年7月）
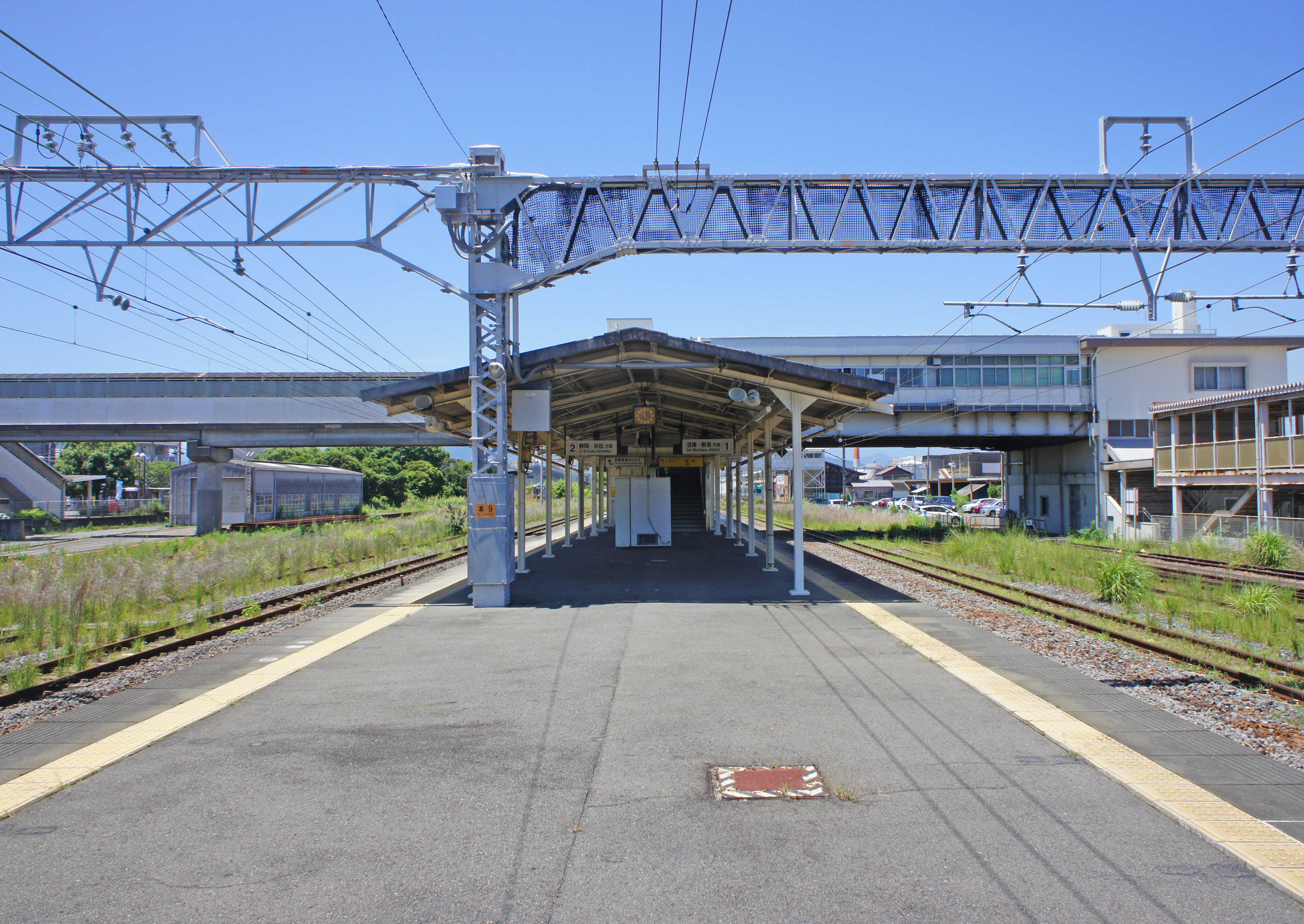
ホーム（2022年7月）

### 岳南電車
岳南電車の駅はJR駅構内の北側・JR駅舎の北口の西側に位置し、島式ホーム（頭端式ホーム）1面2線を持つ地上駅である。ホーム西側には、2012年3月まで使用されていた、JR側の側線に繋がる貨物列車専用の出発線・到着線がある。駅番号はGD01。
駅舎はホームの東側に隣接し、跨線橋で東海道線ホームに連絡している。駅舎内にはJRが設置した東海道線用の自動改札機（TOICA対応）があり、もっぱらJRが発行した磁気券の改札を行う（入出場記録を付与する）ために使われる。窓口では、自社線の乗車券と岳南電車の各種オリジナルグッズなどを発売している。また、改札の脇（改札外）にトイレがある。
岳南鉄道線内では唯一、自動券売機が設置されており、現金以外に交通系電子マネー・クレジットカード・QRコード決済・ポイント決済等キャッシュレスに対応しているが、普通乗車券と1日フリー乗車券のみの発売で定期券・回数券は購入できない。
2017年3月3日まではJR東海の東京山手線内ゆき、名古屋市内ゆきの乗車券と近距離の金額式乗車券（硬券）を販売していたが、3月4日のダイヤ改正時に販売を停止した。また、JR東海との連絡運輸範囲も縮小された。

#### のりば
| のりば    | 路線        | 方向 | 行先         |
| --------- | ----------- | ---- | ------------ |
| 1（南側） | ■岳南鉄道線 | 下り | 岳南江尾方面 |
| 2（北側） | ■岳南鉄道線 | 下り | 岳南江尾方面 |

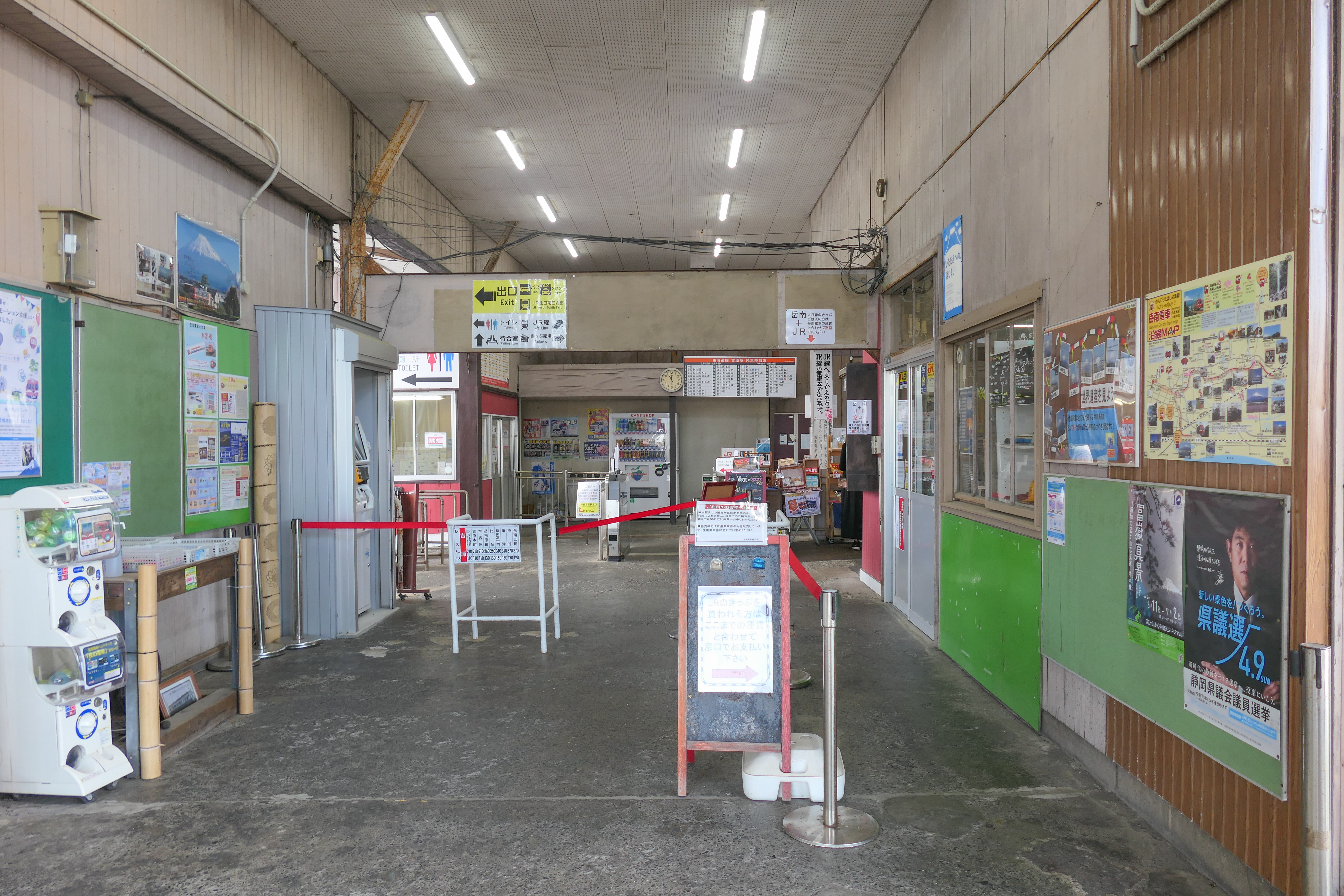
改札口（2023年4月）
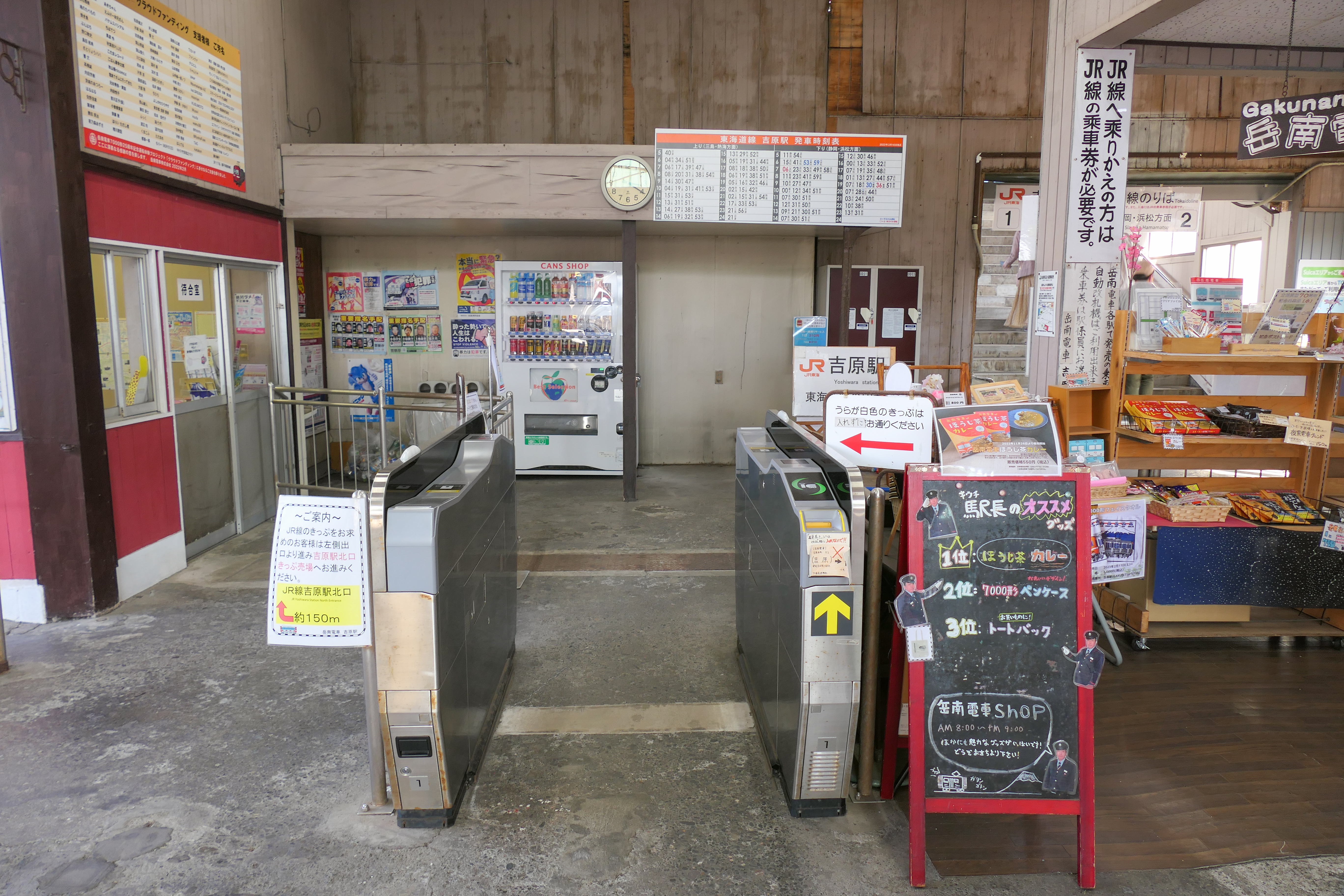
乗換改札口（2023年4月）
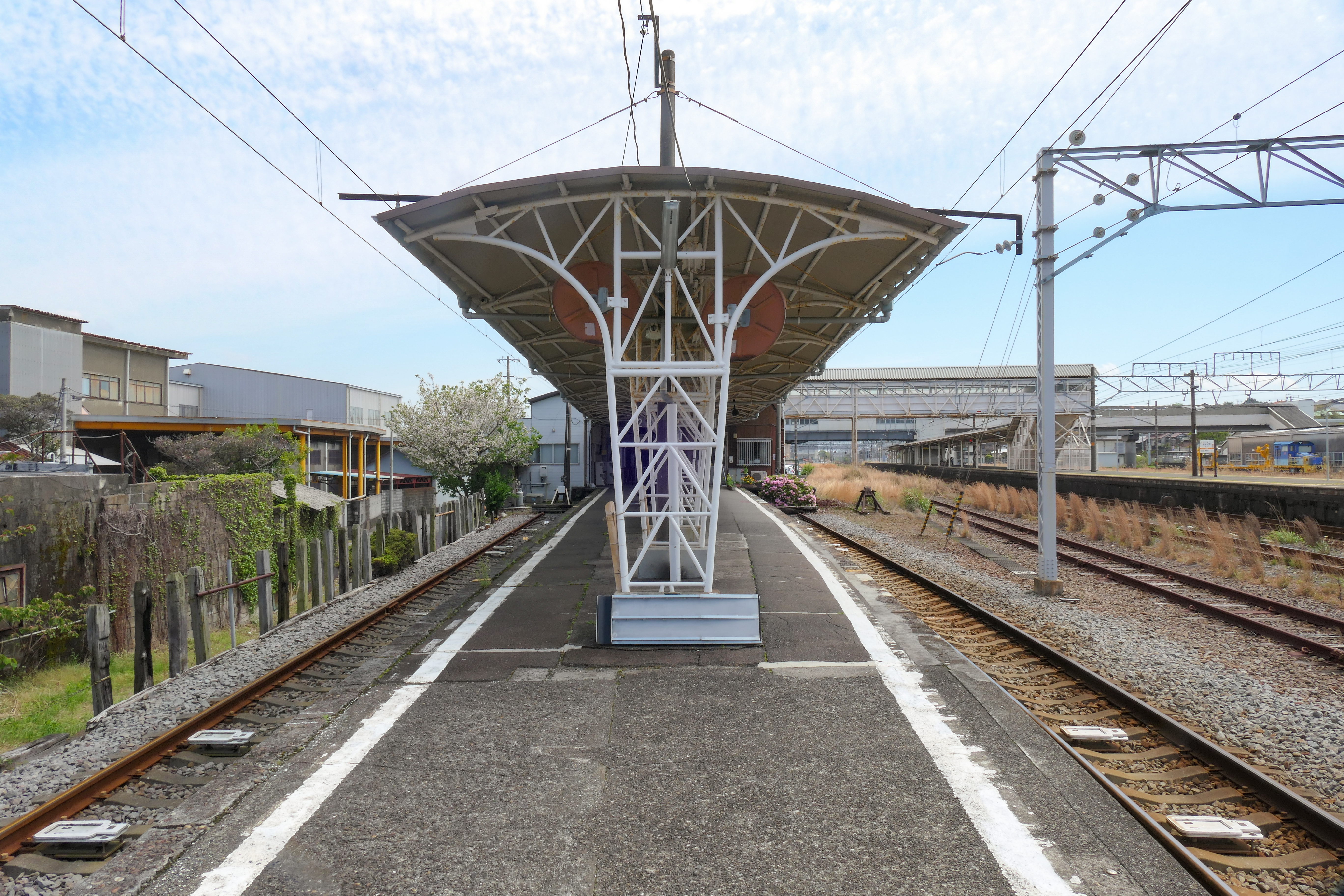
ホーム（2023年4月）

## 貨物取扱・専用線
JR貨物の駅は、専用線発着のコンテナ貨物・専用線発着の車扱貨物の取扱駅となっている。ただし、2012年3月17日のダイヤ改正で貨物列車発着の設定は終了し、現在は一部の高速貨物列車が時間調整で停車するのみである。構内の入換作業用にはDE10形ディーゼル機関車が使用されていたが、この運用もこのダイヤ改正で終了した。
駅東側にある日本製紙富士工場鈴川製造所（旧・鈴川工場）へ続く専用線があり、コンテナや有蓋車（ワム80000形貨車）を用いる製品輸送などが行われていた。有蓋車の発送先は新座貨物ターミナル駅だった。
2000年頃まで、岳南鉄道（現・岳南電車）ホームのすぐ西にある専用線にタンク車が入線し、その北側にある物流会社向けの濃硫酸輸送が行われていた。また岳南鉄道線から分岐しジヤトコ富士事業所第一地区へ続く専用線もあった。また、北口駅舎の東側に有蓋車用の貨物ホームがあった。ホームの跡地は駐車場となっている。
東海道本線を走行する貨物列車は、前述のダイヤ改正直前には下り列車が1日1本停車し貨車の解放・連結を行っていたほか、当駅着の上り列車と当駅発の下り列車が共に1日1本設定されていた。いずれも専用貨物列車で、これらに岳南鉄道線発着の貨車も連結されていた（岳南鉄道の貨物列車は岳南電車岳南鉄道線を参照）。
岳南電車の貨物線は、貨物取扱終了後は放置され列車の入線自体が困難な状態となっていたが、2021年に「吉原駅構内での運転体験」を目標としたクラウドファンディングにより集められた約1300万円の資金により改修を実施し、再び列車が入線可能な状態となった。2022年4月からは同線を用いた、7000形電車による運転体験（要予約）を不定期に実施している。

## 利用状況

### 旅客

#### JR東海
JR東海の移動等円滑化取組報告書によると、2023年度（令和5年度）の1日平均乗降人員は6,014人である。
1993年度（平成5年度）以降の推移は以下のとおりである。
| 乗車人員推移       | 乗車人員推移     | 乗車人員推移 |
| 年度               | 1日平均 乗車人員 | 出典         |
| ------------------ | ---------------- | ------------ |
| 1993年（平成05年） | 3,156            | [ * 1 ]      |
| 1994年（平成06年） | 3,723            | [ * 2 ]      |
| 1995年（平成07年） | 3,702            | [ * 3 ]      |
| 1996年（平成08年） | 3,675            | [ * 4 ]      |
| 1997年（平成09年） | 3,568            | [ * 5 ]      |
| 1998年（平成10年） | 3,370            | [ * 6 ]      |
| 1999年（平成11年） | 3,235            | [ * 7 ]      |
| 2000年（平成12年） | 3,125            | [ * 8 ]      |
| 2001年（平成13年） | 3,048            | [ * 9 ]      |
| 2002年（平成14年） | 3,040            | [ * 10 ]     |
| 2003年（平成15年） | 2,980            | [ * 11 ]     |
| 2004年（平成16年） | 3,075            | [ * 12 ]     |
| 2005年（平成17年） | 3,111            | [ * 13 ]     |
| 2006年（平成18年） | 3,221            | [ * 14 ]     |
| 2007年（平成19年） | 3,212            | [ * 15 ]     |
| 2008年（平成20年） | 3,206            | [ * 16 ]     |
| 2009年（平成21年） | 3,162            | [ * 17 ]     |
| 2010年（平成22年） | 3,240            | [ * 18 ]     |
| 2011年（平成23年） | 3,210            | [ * 19 ]     |
| 2012年（平成24年） | 3,238            | [ * 20 ]     |
| 2013年（平成25年） | 3,287            | [ * 21 ]     |
| 2014年（平成26年） | 3,202            | [ * 22 ]     |
| 2015年（平成27年） | 3,280            | [ * 23 ]     |
| 2016年（平成28年） | 3,327            | [ * 24 ]     |
| 2017年（平成29年） | 3,358            | [ * 25 ]     |
| 2018年（平成30年） | 3,355            | [ * 26 ]     |
| 2019年（令和元年） | 3,291            | [ * 27 ]     |
| 2020年（令和02年） | 2,603            | [ * 28 ]     |
| 2021年（令和03年） | 2,673            | [ * 28 ]     |

#### 岳南電車
「静岡県統計年鑑」によると、2021年度（令和3年度）の1日平均乗車人員は839人である。
2001年度（平成13年度）以降の推移は以下のとおりである。なお、2007年度（平成19年度）の統計は非公表である。
| 乗車人員推移       | 乗車人員推移     | 乗車人員推移 |
| 年度               | 1日平均 乗車人員 | 出典         |
| ------------------ | ---------------- | ------------ |
| 2001年（平成13年） | 841              | [ * 29 ]     |
| 2002年（平成14年） | 806              | [ * 29 ]     |
| 2003年（平成15年） | 808              | [ * 29 ]     |
| 2004年（平成16年） | 838              | [ * 29 ]     |
| 2005年（平成17年） | 857              | [ * 29 ]     |
| 2006年（平成18年） | 921              | [ * 29 ]     |
| 2007年（平成19年） | 非公表           | 非公表       |
| 2008年（平成20年） | 1,002            | [ * 29 ]     |
| 2009年（平成21年） | 1,165            | [ * 29 ]     |
| 2010年（平成22年） | 1,197            | [ * 29 ]     |
| 2011年（平成23年） | 1,176            | [ * 29 ]     |
| 2012年（平成24年） | 1,220            | [ * 29 ]     |
| 2013年（平成25年） | 1,231            | [ * 29 ]     |
| 2014年（平成26年） | 1,191            | [ * 29 ]     |
| 2015年（平成27年） | 1,268            | [ * 29 ]     |
| 2016年（平成28年） | 981              | [ * 29 ]     |
| 2017年（平成29年） | 1,112            | [ * 29 ]     |
| 2018年（平成30年） | 1,119            | [ * 29 ]     |
| 2019年（令和元年） | 1,042            | [ * 29 ]     |
| 2020年（令和02年） | 803              | [ * 29 ]     |
| 2021年（令和03年） | 839              | [ * 29 ]     |

### 貨物
「静岡県統計年鑑」によると、2001年度（平成13年度）- 2011年度（平成23年度）の貨物輸送の推移は以下のとおりであった。
| 貨物輸送推移       | 貨物輸送推移     | 貨物輸送推移     | 貨物輸送推移 |
| 年度               | 発送 （単位：t） | 到着 （単位：t） | 出典         |
| ------------------ | ---------------- | ---------------- | ------------ |
| 2001年（平成13年） | 12,075           |                  | [ * 28 ]     |
| 2002年（平成14年） | 19,807           | 220              | [ * 28 ]     |
| 2003年（平成15年） | 24,500           | 25               | [ * 28 ]     |
| 2004年（平成16年） | 27,521           | 45               | [ * 28 ]     |
| 2005年（平成17年） | 30,069           | 25               | [ * 28 ]     |
| 2006年（平成18年） | 24,014           | 10               | [ * 28 ]     |
| 2007年（平成19年） | 23,482           |                  | [ * 28 ]     |
| 2008年（平成20年） | 18,890           |                  | [ * 28 ]     |
| 2009年（平成21年） | 14,073           | 400              | [ * 28 ]     |
| 2010年（平成22年） | 12,704           | 540              | [ * 28 ]     |
| 2011年（平成23年） | 12,753           | 95               | [ * 28 ]     |

## 駅周辺

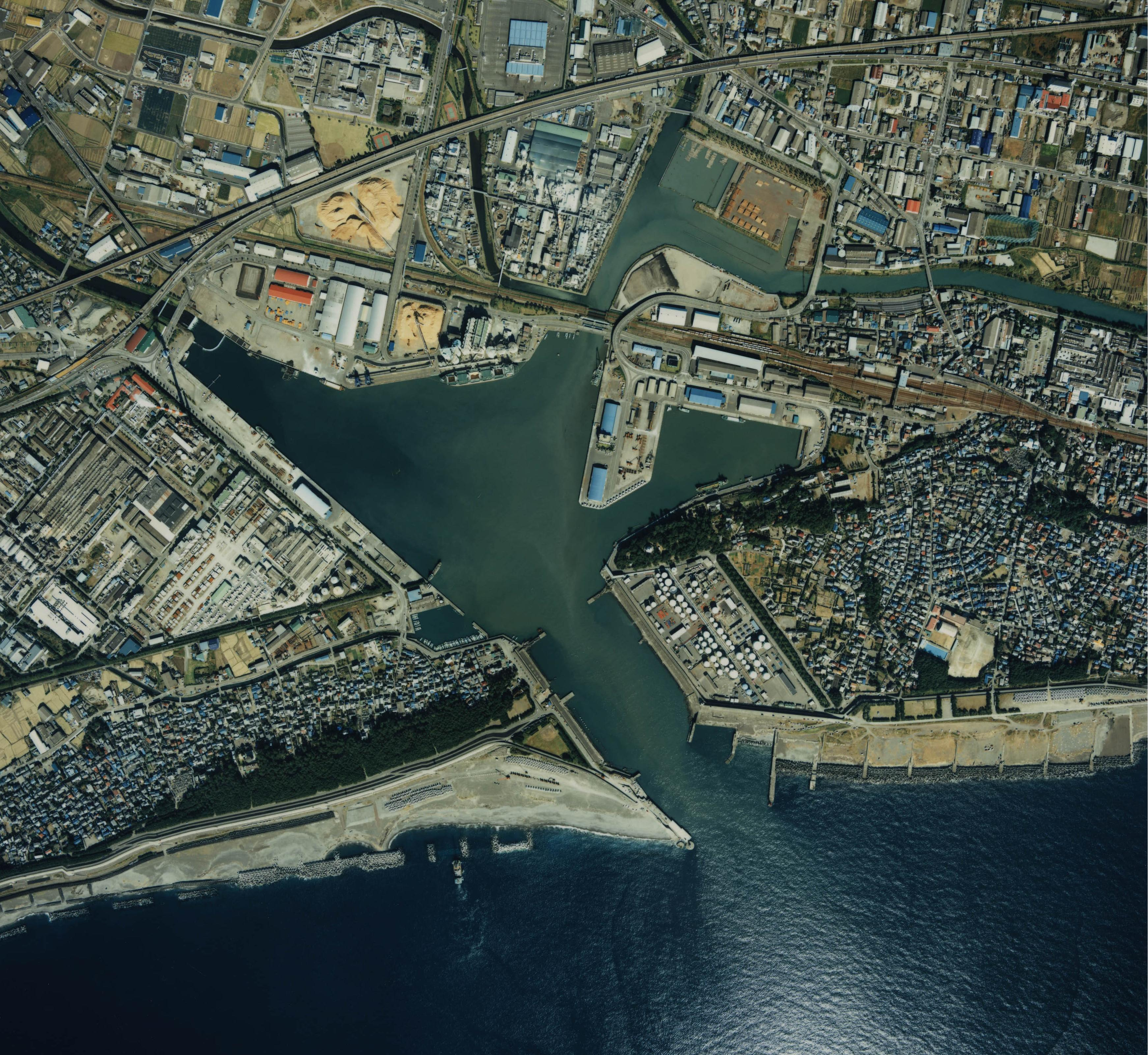
吉原駅付近の空中写真（1988年）

市街地からは離れており、駅前は工場が目立つ程度で閑散としている。
- 国道1号
- 富士市立元吉原中学校
- 富士と港の見える公園
- 田子の浦港
- 妙法寺 - 「毘沙門天」という名称で呼ばれる。「日本三大だるま市」の一つである大祭が行われる。
- 大昭和紙工産業
- 鈴与鈴川物流センター
- 富士ロジテック田子の浦港倉庫
- 田子の浦港湾合同庁舎
- 鈴川郵便局

### バス路線
富士急静岡バスの東田子の浦駅、吉原中央駅方面への路線が発着している。

## 隣の駅
東海旅客鉄道（JR東海）
CA 東海道本線
■快速（臨時列車扱い、下りのみ運転）・■普通
東田子の浦駅 (CA06) - 吉原駅 (CA07) - 富士駅 (CA08)
岳南電車
■岳南鉄道線
吉原駅 (GD01) - （左富士信号所） - ジヤトコ前駅 (GD02)

### 記事本文